# Vũ Đình Huy
Vũ Đình Huy (18/04/1943 - 01/06/2018) là một giáo sư, viện sĩ, tiến sĩ khoa học và nhà thơ người Việt Nam.

## Tiểu sử
Ông sinh tại phường Đáp Cầu, thành phố Bắc Ninh, tỉnh Bắc Ninh. Ông là con thứ hai trong bảy người con của một gia đình trí thức nghèo, vốn có truyền thống lâu đời về khoa bảng: 166 vị đỗ Đại khoa thời Nho học trong suốt khoảng thời gian từ 1247 đến 1919.
Năm 1962 ông thi vào trường Đại học Tổng hợp Hà Nội, nhưng bị điều chỉnh sang học trường Đại học Sư phạm Hà Nội. Năm 1965, ông tốt nghiệp loại ưu, ngành hóa học tại Trường Đại học Sư phạm Hà Nội.
Năm 1971: Ông tốt nghiệp loại ưu chuyên ngành Hóa Lý tại trường Đại học Tổng hợp Hà Nội. Tháng 3 năm 1980, ông dược cử làm thực tập sinh tại Viện Hóa lý - Viện Hàn lâm khoa học Liên Xô (nay là Viện Hàn lâm khoa học Nga).
Ngày 26/03/1983, ông bảo vệ xuất sắc luận án tiến sĩ, kết quả bỏ phiếu 17/17, tại Viện Hóa lý- Viện Hàn lâm khoa học Nga ở thủ đô Moskva của Liên bang Nga.
Tháng 4 năm 1989, ông được cử làm Cộng tác viên khoa học tại Viện Hàn lâm khoa học Nga.
Ngày 09/04/1992: Ông bảo vệ xuất sắc luận án tiến sĩ khoa học, kết quả bỏ phiếu 18/18, tại Việt Hóa lý- Viện Hàn lâm Khoa học Nga ở thủ đô Moskva của Liên bang Nga; Ông trở thành Tiến sĩ khoa học đầu tiên và cho đến nay (năm 2017) vẫn là duy nhất của Việt Nam trong lĩnh vực ăn mòn và bảo vệ kim loại. (Bằng số 015827, theo quyết định 17 tháng 7 năm 1992, biên bản số 28g/122). Ông không vào Đảng Cộng sản, mà đạt tới học vị cao nhất (tiến sĩ khoa học) là trường hợp rất hiếm có trong nước Cộng hòa Xã hội chủ nghĩa Việt Nam.
Năm 1993: Ông được Viện Hàn lâm khoa học Nga phong học hàm Nhà khoa học hàng đầu.
Năm 1994: Ông xuất bản quyển sách chuyên khảo viết bằng tiếng Nga, nhan đề: "Ăn mòn các kim loại trong khí quyền ở những miền nhiệt đới". Sách dày 240 trang, trích dẫn 624 tài liệu tham khảo bằng 5 thứ tiếng: Việt, Nga, Anh, Đức và Pháp, do nhà xuất bản Khoa học của Liên bang Nga ấn hành tại Moskva (Giấp phép xuất bản số No. 909, ngày 07/02/1994, in 1.000 quyến) Ba vị Giáo sư— Tiến sĩ khoa học Nga phản biện quyển sách là: N. D Tomashov, N. 1. Ixacp và I. K. Marshakov)
Năm 1995: Ông được Viện Hàn lâm khoa học New York — Hoa Kỳ bầu làm Viện sĩ. (Đây là một Viện Hàn lâm khoa học danh tiếng, được thành lập từ năm 1817. Hơn 40 Viện sĩ của Viện đã được tặng giải thưởng khoa học Nobel).
Năm 2001: Ông được Hội đồng Chức danh Giáo sư nhà nước Việt Nam công nhận chức danh Phó Giáo sư Hóa học
Năm 2007: Hội đồng Chức danh Giáo sư nhà nước Việt Nam công nhận ông là Giáo sư Hóa học.
Từ năm 1971 đến 2017: Ngoài quyển sách chuyên khảo viết bằng tiếng Nga nói trên,  ông còn là tác giả của 1 bằng phát minh sáng chế, hơn 117 bài báo và báo cáo khoa học, hơn 20 để tài khoa học đã được ứng dụng trong thực tế.

## Thành tựu thơ ca
Năm 1965: Vũ Đình Huy được đăng bài thơ đầu tiên trên báo trung ương, đó là bài thơ "Qua bài giảng phosphor".
Ông là Hội viên của Hội Văn học và Nghệ thuật Việt Nam tại Liên bang Nga (từ năm 1994), của Hội Văn học và Nghệ thuật tỉnh Bà Rịa— Vũng Tàu (từ năm 1997) và của Hội Nhà văn thành phố Hồ Chí Minh (từ năm 2008).
Ông đã xuất bản ba tập thơ riêng, nhan đề:
Đêm trăng sao (60 bài thơ), Nhà xuất bản Văn học, 2001;
Xanh bước thời gian (115 bài thơ), Nhà xuất bản Hội Nhà văn, 2008;
Tàu xanh lướt giữa biển trời (144 bài thơ song ngữ Việt - Anh), Nhà xuất bản Văn học, 2012.
Đặc biệt, thơ ông đã được chọn in trong hơn 30 tuyển tập thơ xuất bản ở trong nước và ngoài nước

## Khen thưởng
Ông được tặng Huy chương kháng chiến chống Mỹ cứu nước hạng Nhất và Giải thưởng khoa học của Viện khoa học Việt Nam (nay là Viện Hàn lâm Khoa học và Công nghệ Việt Nam); được Ủy ban Khoa học và Kỹ thuật nhà nước (nay là Bộ Khoa học và Công nghệ Việt Nam) cấp bằng Chứng nhận "Quyền Tác giả công trình khoa học".

## Nhận xét
Nhiều bài báo và thư của các Giáo sư, Tiến sĩ Nga (P. V. Strekalov, GP. Chernova), Hoa Kỳ (R. Summitt, F Mansfeld), Thụy Điển (C. Laygraf, VKucera), Tây Ban Nha (M. Morcillo), Canada (J J. Hecheler), Áo (B J Pichier), Úc (D J. Young),... đã đánh giá rất cao quyển sách chuyên khảo của nhà khoa học Vũ Đình Huy. Ngày 20/7/1994, một số tờ báo lớn của Việt Nam như: Nhân dân, Hà Nội mới, Quân đội nhân dân, Sài Gòn giải phóng và Đất nước (Cơ quan Đại sứ quán Việt Nam tại Liên bang Nga) đã đồng loạt đưa tin về sự kiện này với nhan đề: "Công trình của một nhà khoa học Việt Nam tại Nga được đánh giá cao"
Một số nhận xét về Giáo sư - Viện sĩ - Tiến sĩ khoa học- Nhà thơ Vũ Đình Huy:
- Viện sĩ Thông tấn Viện Hàn lâm Khoa học Nga I.M. Polucarop, Chủ tịch Hội đồng chấm luận án tiến sĩ khoa học của Vũ Đình Huy ngày 9-4-1992, đã viết: "Vũ Đình Huy là một chuyên gia uyên bác, một nhà bác học nổi tiếng, có uy tín lớn trong tập thể và trong giới khoa học. Có tất cả cơ sở để hy vọng rằng Vũ Đình Huy sẽ tạo ra một trường phái hiện đại đào tạo các nhà chuyên môn trong lĩnh vực ăn mòn và bảo vệ kim loại ở Tổ quốc của anh".
- Trong lời giới thiệu quyển sách chuyên khảo viết bằng tiếng Nga của Vũ Đình Huy, nhan đề: "Ăn mòn các kim loại trong khí quyền ở những miền nhiệt đới", (nhà xuất bản Khoa học, Moskva, 1994), Giáo sư — Tiến sĩ khoa học Nga A. A. Gheraximenco đã viết:  "Quyển sách chuyên khảo của Tiến sĩ khoa học Vũ Đình Huy đã dành cho những vấn đề cấp thiết nhất của sự ăn mòn các kim loại trong điều kiện khắc nghiệt của miền nhiệt đới.Trong tài liệu khoa học của thế giới chưa có quyển sách chuyên khảo nào viết về những vấn đề này.Quyển sách của Vũ Đình Huy là một cống hiến giá trị cho khoa học về ăn mòn và bảo vệ các kim loại trong những miền khí hậu nhiệt đới rộng lớn (chiếm khoảng 50% diện tích bề mặt trái đất) cũng như trong những vùng khí hậu phức tạp khác".
- Nhà văn Nguyễn Tuấn Phong: "Tiến sĩ khoa học Vũ Đình Huy không chỉ nổi tiếng về đức độ, vì sự uyên bác trong khoa học, mà còn nổi tiếng bởi những vần thơ trữ tình".[21]
- Nhà thơ Nguyễn Đình Chiến: "Ở anh bộ óc tỉnh táo, sáng suốt của nhà khoa học không hề mâu thuẫn với trái tim đam mê, nồng nhiệt của nhà thơ. Thơ Vũ Đình Huy giản dị, chân thành và xúc động. Với một tâm hồn trong sáng và tinh tế, Vũ Đình Huy thường chú ý đến những khoảnh khắc đặc biệt, những chi tiết tưởng chừng như nhỏ nhặt của đời sống để tìm ra những quy luật tình cảm kỳ diệu của con người. Người sâu sắc từng trải dễ đồng cảm với thơ anh".[22]
- Nhà thơ Trần Đăng Khoa: "Trước hết tác giả Vũ Đình Huy là nhà bác học, Viện sĩ Viện Hàn lâm khoa học New York (Mỹ), Tiến sĩ khoa học đầu tiên và cho đến nay vẫn là duy nhất của Việt Nam trong ngành khoa học ăn mòn và bảo vệ kim loại. Đó là một người đôn hậu, sống khiêm nhường, lặng lẽ trong nước, nhưng lại rất nổi tiếng trên thế giới. Viện sĩ Vũ Đình Huy không chỉ là nhà khoa học xuất sắc, anh còn là một thi sĩ khá mộng mị và tinh tế."[23]
- Nhà thơ Thanh Thảo nhận xét về bài thơ  "Nói với con ngoài giá thú" của Vũ Đình Huy trong tập thơ " Đêm trăng sao", nhà xuất bản Văn học. 2001"): "Vũ Đình Huy là nhà khoa học, Tiến sĩ khoa học- Viện sĩ chuyên ngành ăn mòn và bảo vệ kim loại. Cứ ngỡ, là nhà khoa học chuyên biệt như thế, anh chỉ chăm lo bảo vệ cho... kim loại, ngờ đâu, khi giở tập thơ ĐÊM TRĂNG SAO ta gặp ngay bài thơ đầu tiên là bài thơ bảo vệ cho...bà mẹ và trẻ em ở một góc độ và vấn đề rất nhạy cảm trong xã hội chúng ta: chuyện những đứa con sinh ngoài giá thú... Bài thơ thật lành hiền, thật lặng lẽ, mà nhói mà xót vào tâm can người đọc, bởi chính vấn đề mà bài thơ đặt ra, mà những câu thơ lục bát chạm đến, nó như chạm vào một vết thương rất khó lành miệng. Nhà khoa học, thật sự khoa học, bao giờ cũng là nhà nhân văn, là Con người ở nghĩa đẹp, nghĩa cao của nó".[24]
- Nhà thơ Trần Lê Văn: "Thơ của Vũ Đình Huy không cầu kỳ, không trang trí mà giãi bày một tấm chân thành - một "trái tim bóc trần "với bạn đọc. Vũ Đình Huy đi sâu vào khoa học, say mê với khoa học lại cũng đủ sức đi sâu vào những cảm rung nghệ thuật, khám phá ra cái đẹp trong những tình huống ngẫu nhiên của cuộc sống đời thưòng"[25]
- Nhà Thơ Xuân Hòa: "Trong trẻo, sáng ngời, đó là nhân cách của nhà khoa học — nhà thơ Vũ Đình Huy. Cái nhân cách: giàu sang không quyến rũ, nghèo khó chẳng nản lòng, bệnh tật chẳng phiền não. Viện sĩ- Giáo sư — Tiến sĩ khoa học— Nhà thơ Vũ Đình Huy sẽ còn dâng cho đời những hoa thơm, trái ngọt".[26]
- Nhà thơ Trần Nhật Thu: "Làng quan họ Bắc Ninh đã sinh ra bao bậc tài danh. Trong các bác tài danh ấy, không thể không nhắc đến các nhà thơ, và trong các nhà thơ, không thể không nhắc đến nhà thơ Vũ Đình Huy" [27]
- Nhà thơ Hoàng Quỷ: "Vũ Đình Huy là nhà khoa học danh tiếng, nhưng ông còn là một nhà thơ tài hoa với nhiều bài thơ rất dịu dàng, giọng thơ đằm thắm nhiều đa cảm. Tôi đọc trên 200 bài thơ của ông mới thực sự ngạc nhiên và càng kính trọng một nhà khoa học lớn mà trí não mẫn tuệ của ông thuộc về khoa học, nhưng trái tim lại đập cùng thi ca dào dạt, rất thi sĩ. Thơ Vũ Đình Huy giàu có ở tấm lòng, giản dị và nhân ái ở cách nói, sự diễn đạt không rơi vào cầu kỳ, không cao đàm khoát luận. Thơ ông nhẹ nhàng, dễ gần, trung thực và tao nhã như ông vậy".[28]
- Giáo sư Vương Quốc Đạt nhận xét về bài thơ "Đắp mộ cho anh" của Vũ Đình Huy (trong tập thơ Xanh bước thời gian, Nhà xuất bản Hội Nhà văn, 2008): "Nhà thơ Vũ Đình Huy nói lời của một liệt sĩ trẻ bằng âm hưởng trầm buồn, tha thiết ân tình, đã làm xúc động trái tim những người từng một thời ở hai bên chiến tuyến, làm thức tỉnh trong tâm hồn họ truyền thống nhân nghĩa, khoan dung của người Việt Nam, khơi dậy trong họ ý thức về cội nguồn dân tộc, về hai chữ đồng bào, dẫn đến hòa hợp dân tộc, cùng nhau chung sức xây dựng đất nước độc lập, hòa bình và phồn vinh".[29]
- Nhà văn Nguyễn Thanh Nhã: "Giáo sư - Viện sĩ -Tiến sĩ Khoa học - Nhà thơ Vũ Đình Huy là một trong số rất hiếm người đã thực hiện được ước mơ từ tuổi hoa niên của mình"[30]
- Nhà phê bình văn học Trần Thị Tích nhận xét về bài thơ "Đắp mộ cho anh" của Vũ Đình Huy (trong tập thơ Xanh bước thời gian, Nhà xuất bản Hội Nhà văn, 2008): "Với tinh thần khép lại quá khứ, hướng tới hòa hợp, hòa giải dân tộc, "Đắp mộ cho anh" của nhà thơ Vũ Đình Huy là một bài thơ như thế".[31]
- Nhà thơ - Nhà phê bình văn học Lê Quang Trang: "Vũ Đình Huy có thể gọi là nhà bác học chứ không chỉ là một Tiến sĩ khoa học theo nghĩa bình thường. Trước hết phải nhận là thơ anh chân thành, chân thực. Dù biết rằng khó hiểu hết những điều anh gửi gắm, nhưng tôi cảm thấy chiều sâu của mạch ngầm chảy sau dòng chữ".[32]
- Phó giáo sư - Tiến sĩ  - Nhà nghiên cứu văn học Bích Thu nhận xét về tập thơ "Tàu xanh lướt giữa biển trời" - thơ song ngữ Việt - Anh của Vũ Đình Huy (Nhà xuất bản Văn học, 2012): "Tập thơ "Tàu xanh lướt  giữa biển trời" là kết tinh niềm đam mê, tâm sức và tài hoa của một người đã có cống hiến xuất sắc trong lĩnh vực khoa học, tự nguyện bước vào thế giới thi ca bằng những câu thơ được chắt lọc từ trái tim đong đầy yêu thương và bi phẫn với những gì đã có và đã mất trong ông ".[33]
- Nguyễn Lan, Đặng Xim, Kim Anh, Hồng Phấn: "Giáo sư -Viện sĩ -Tiến sĩ khoa học- Nhà thơ Vũ Đình Huy đã khắc ghi được tên tuổi của mình trên đỉnh núi cao khoa học và đã neo được vào lòng người những bài thơ chan chứa ân tình".[34]